# In the Future
Albums de Black Mountain
Black Mountain
(2005) Wilderness Heart
(2010)
Singles
1. Stormy High
Sortie : novembre 2006
2. Bastards of Light
Sortie : 2007

In The Future est le deuxième album du groupe de rock canadien Black MountainIl est paru le 22 janvier 2008 sur le label Jagjaguwar et fut produit par le groupe.

## Historique
L'album a été enregistré sur une longue période allant de 2006 à fin 2007 dans différents studios de Vancouver et Los Angeles. Il sera nommé au Prix de musique Polaris qui récompense le meilleur album canadien en 2008 .
C'est le claviériste Jeremy Schmidt qui réalisa le dessin de la pochette (recto et verso) s'inspirant du travail de Storm Thorgerson.
L'album se classa à la 101e place au Billboard 200 aux États-Unis.

## Liste des titres

### CD 1: In the future
| No  | Titre            | Auteur         | Lieu d'enregistrement     | Durée |
| --- | ---------------- | -------------- | ------------------------- | ----- |
| 1.  | Stormy High      | Stephen McBean | The Factory, Vancouver    | 4:32  |
| 2.  | Angels           | McBean         | The Factory               | 3:07  |
| 3.  | Tyrants          | McBean         | The Factory               | 8:00  |
| 4.  | Wucan            | McBean         | The Hive, Vancouver       | 6:01  |
| 5.  | Stay Free        | McBean         | Sunset Sound, Los Angeles | 4:29  |
| 6.  | Queens Will Play | McBean         | The Hive                  | 5:15  |
| 7.  | Evil Ways        | McBean         | The Hive                  | 3:25  |
| 8.  | Wild Wind        | McBean         | The Hive                  | 1:42  |
| 9.  | Bright Lights    | McBean         | The Hive                  | 16:37 |
| 10. | Night Walks      | Amber Webber   | The Hive                  | 3:57  |

### CD 2: Future Sounds (uniquement pour l'édition limitée)
| No | Titre             | Auteur | Lieu d'enregistrement             | Durée |
| -- | ----------------- | ------ | --------------------------------- | ----- |
| 1. | Bastards of Light | McBean | The Factory                       | 5:09  |
| 2. | Thirteen Walls    | McBean | The Hive                          | 7:06  |
| 3. | Black Cat         | McBean | The Argyle Hotel, North Hollywood | 2:51  |

## Musiciens
- Stephen McBean: guitares, chant
- Amber Webber: chant, percussions
- Matt Camirand: basse
- Joshua Wells: batterie, percussions
- Jeremy Schmidt: claviers

Chœurs
- Ryan Peters & Sean Hawryluk sur "Stormy High"
- The East Van Ladies sur "Wild Wind"

## Charts
| Pays        | chart              | Durée du classement | Meilleur classement |
| ----------- | ------------------ | ------------------- | ------------------- |
| États-Unis  | Billboard 200      | 2 semaines          | 101e                |
| États-Unis  | Heatseekers Albums | 7 semaines          | 1er                 |
| États-Unis  | Independent Albums | 4 semaines          | 13e                 |
| Royaume-Uni | Official Charts    | 1 semaine           | 72e                 |